# MB WAY

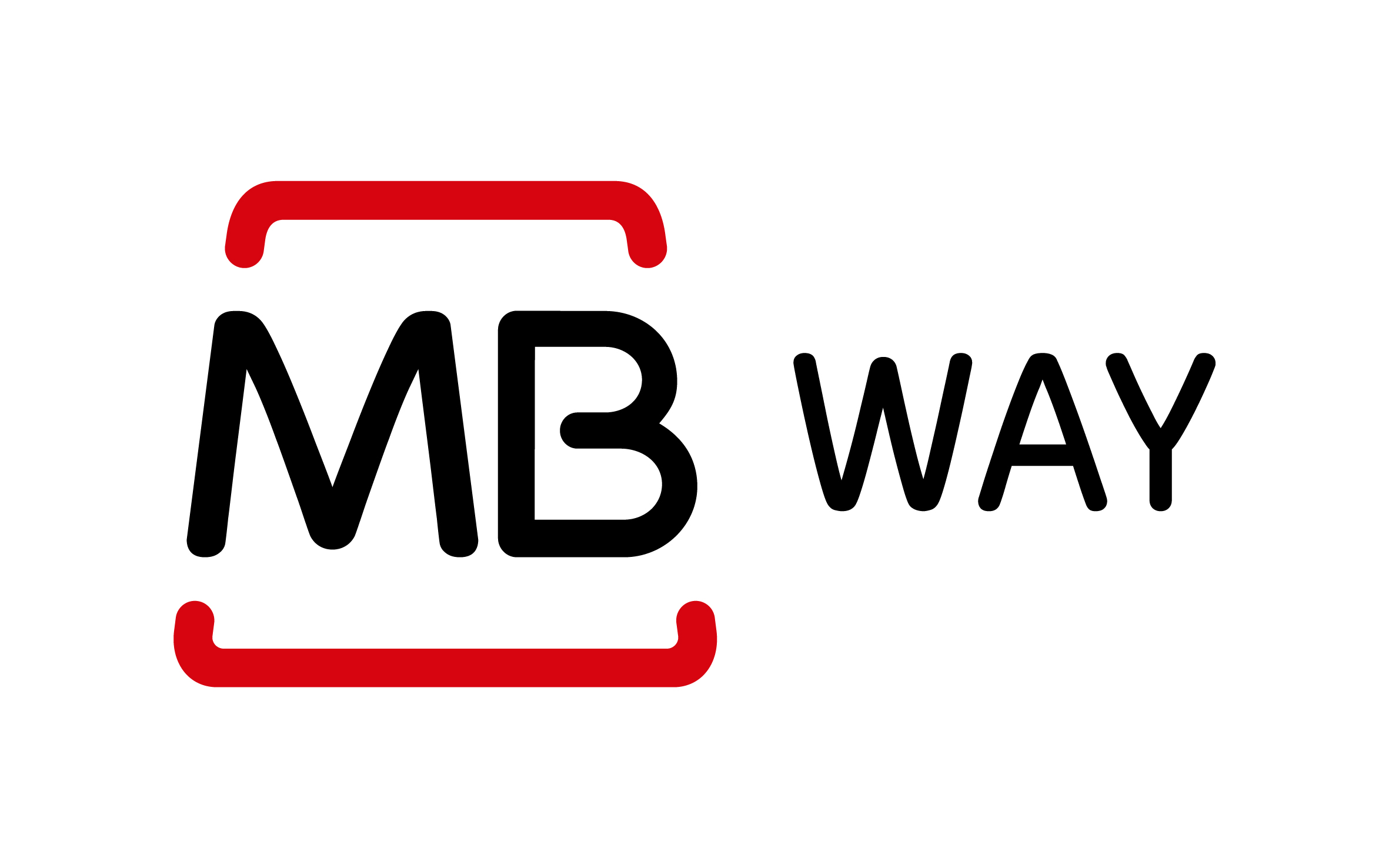
MB WAY

MB WAY é uma aplicação portuguesa desenvolvida pela SIBS e que está disponível para dispositivos Android, iOS. Atualmente, a aplicação MB WAY permite fazer transferências imediatas de dinheiro entre números de telemóvel associados ao MB WAY, gerar cartões virtuais MB Net para compras online, pagar compras em lojas físicas através de código QR e contactless, e usar um Multibanco sem ter de usar cartão bancário.
Para usar a aplicação é necessário associar o número de telemóvel a um ou mais cartões bancários de uma instituição bancária aderente, ou seja, uma instituição que seja aderente à rede Multibanco (rede também pertencente à SIBS, empresa que tem como acionistas todas as instituições bancárias portuguesas). Poderá fazer a ativação desta aplicação através das Caixas MULTIBANCO e das stores de Android e IOS
Em novembro de 2018, a SIBS anunciou que a aplicação MB WAY era usada por mais de um milhão de utilizadores. Em Dezembro de 2021, a aplicação já era utilizada por mais 3,5 milhões de utilizadores.
Em dezembro de 2019 foi lançada a funcionalidade SER SOLIDÁRIO que permite apoiar várias instituições através da app.

## História
Criada em abril de 2014, foi lançada ao público em 13 de outubro de 2015, a aplicação MB WAY foi criada com o principal objetivo de aumentar as compras online sendo apenas necessário associar um número de telemóvel ao cartão bancário, algo que podia ser feito em qualquer caixa automático Multibanco. Na altura, a aplicação permitia fazer compras indicando o número de telemóvel ou o endereço de e-mail aos comerciantes, tendo os clientes posteriormente de aceitar o pedido de transação na aplicação. Além disso, a aplicação ainda possuía uma função de fazer transferências monetárias instantâneas entre números de telemóvel.

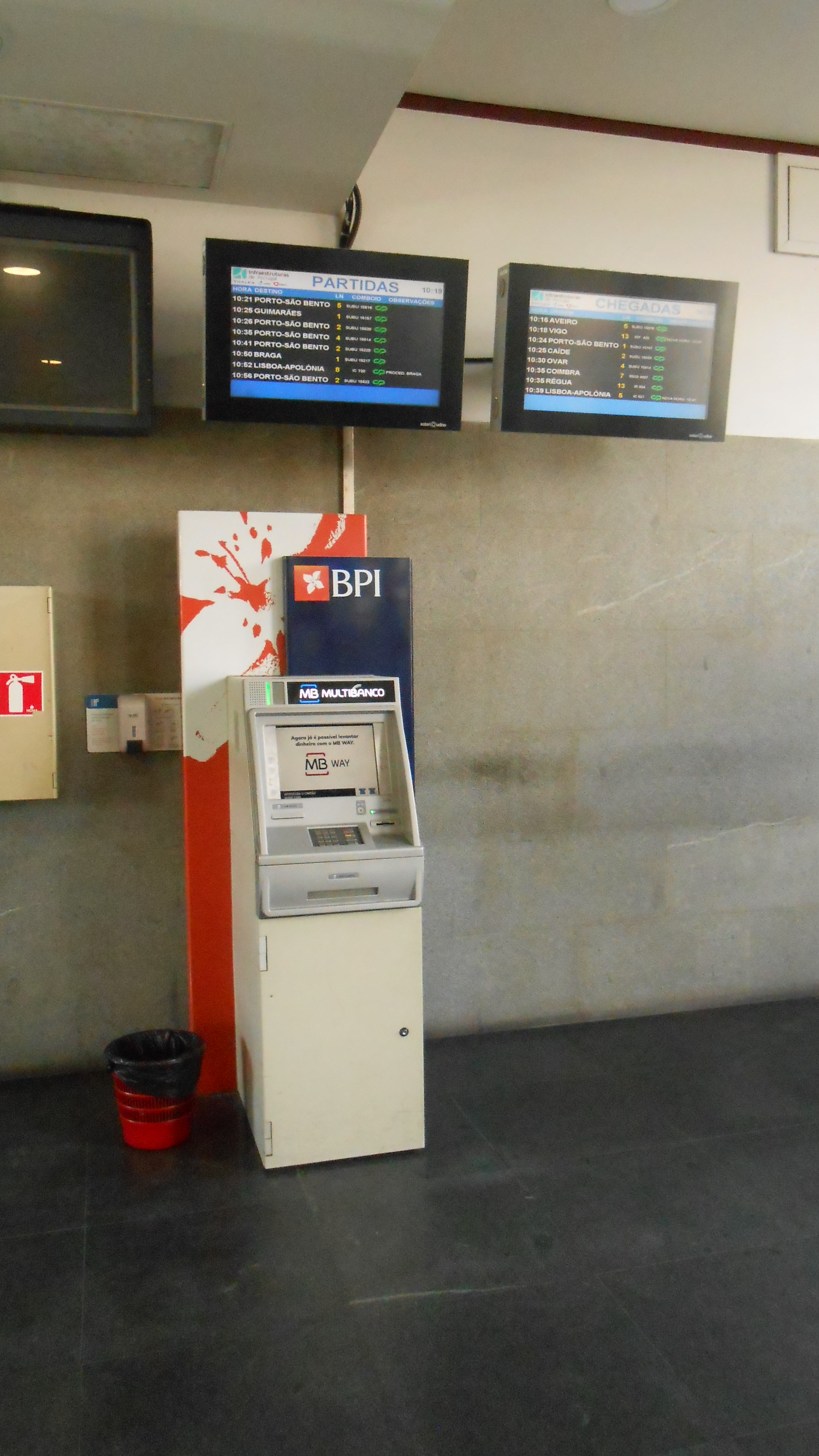
Caixa Multibanco a promover o MB WAY

Em fevereiro de 2016, o MB WAY passou também a incluir o MB NET, o serviço da SIBS que permitia criar cartões virtuais associados a um cartão bancário. Esta inclusão do serviço MB NET fez terminar a utilização do MB NET através do seu website, passando os utilizadores do serviço a terem que utilizar obrigatoriamente o serviço através da aplicação MB WAY. Atualmente, o MB NET pode ser usado de igual forma no homebanking de algumas instituições bancárias portuguesas.
Em abril de 2017, a aplicação passou também a permitir o levantamento de dinheiro sem a necessidade da utilização do cartão bancário em qualquer caixa Multibanco. Para esta função é gerado um número de dez dígitos na aplicação, número que é necessário inserir no  Multibanco após ser clicado o botão verde da máquina.
Em novembro de 2017, ficou possível pagar compras em lojas físicas com o MB WAY através de contactless. Para esta função, é necessário o utilizador possuir um dispositivo Android com NFC. A função não se encontra disponível através de dispositivos com iOS devido ao facto da utilização do NFC estar restringido pela Apple para aplicações da própria fabricante.
Em março de 2018, passou a ser possível pagar através de código QR no MB WAY. Para proceder ao pagamento através desta via é necessário a leitura do código QR gerado no ecrã do terminal Multibanco. Esta via de pagamento tornou-se a forma alternativa ao contactless, ao permitir o pagamento de compras em lojas físicas a quem não possuía um dispositivo Android, ou a quem tinha um dispositivo Android, mas não dotado de tecnologia NFC.
Em outubro de 2018, fruto de uma parceria entre a SIBS e a Samsung, a aplicação passou também a estar disponível em smartwatchs da Samsung com sistema Tizen possibilitando compras através de contactless.
Em março de 2019, a aplicação passou a permitir usar de forma total qualquer caixa Multibanco sem a necessidade do cartão bancário, bastando apenas clicar no botão verde do Multibanco, escolher a opção "Utilizar Multibanco" e ler o código QR que aparece no ecrã da máquina através do MB WAY.
No dia 3 de Dezembro de 2019, foi lançada a funcionalidade "Ser Solidário" onde é possível fazer donativos para as associações através do MB WAY.
É possível apoiar mais de 120 associações através da app de diferentes categorias desde apoio a crianças, animais, inclusão social entre outras.
Em março de 2025 os utilizadores do MB Way passaram a poder realizar transferências imediatas para Espanha e Itália no âmbito da parceria que a SIBS estabeleceu com entidades daqueles dois países ao abrigo do acordo European Payments Alliance (EuroPA).